# 拉弗托 (加利福尼亞州)
拉弗托（英語：Raffetto）是位於美國加利福尼亞州埃爾多拉多縣的一個非建制地區。該地的面積和人口皆未知。

## 地理
拉弗柏托的座標為38°51′49″N 120°26′29″W / 38.86361°N 120.44139°W，而該地的平均海拔高度為1433米（即4701英尺）。